# Peážní trať
Peážní trať či peážní spojení nebo peážní doprava (z fr. péage), přesněji železniční privilegovaná peážní doprava, dříve též privilegovaná průvozní železniční doprava, je v dnešní obvyklé terminologii název pro vnitrostátní železniční dopravu mezi dvěma místy na území jednoho státu přes území druhého státu na základě dohodnutých podmínek. 

## Mezistátní peáž

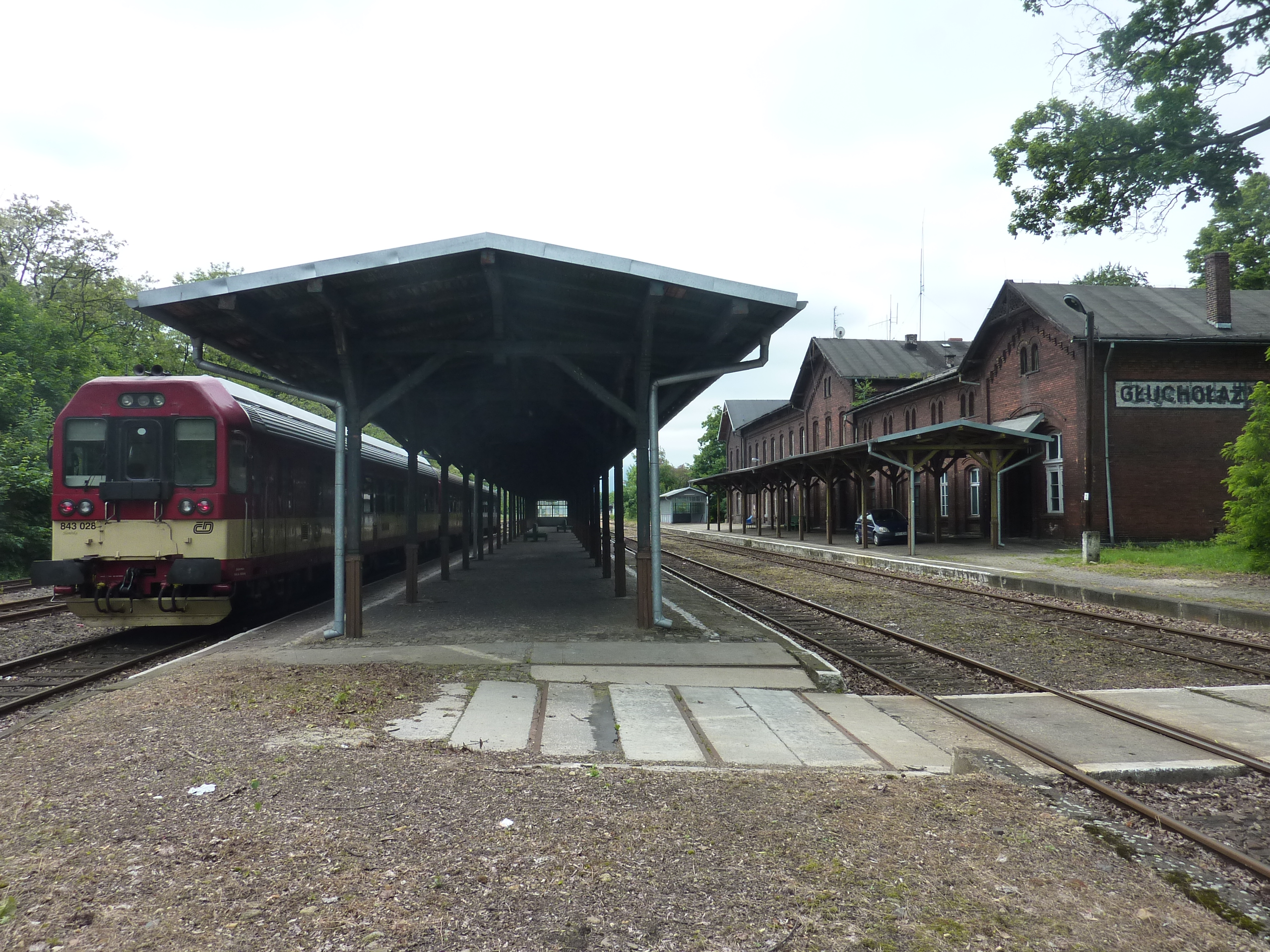
Vlak Českých drah stojící ve stanici Głuchołazy na peážní části trati Šumperk–Krnov (2011)

Příkladem mezistátní peáže je třeba česká trať vedoucí z Liberce do Varnsdorfu přes území Německa a Polska nebo česká trať Šumperk–Krnov přes území Polska nebo německá trať Drážďany–Žitava přes výběžek českého území u Fukova. Charakteristické pro peážní provoz je, že vlaky na státních hranicích nepodléhají pohraničnímu odbavení, ovšem v peážním úseku je pak zakázáno nastupovat a vystupovat a osobám ve vlaku je zakázáno předávat nebo přebírat jakékoliv předměty, vyjma úkonů vlakového personálu nezbytných k obsluze vlaku. Na státní příslušnosti cestujících, objednatelů přepravy, dopravce ani vlastníka vozidel přitom nezáleží. Peážní smlouvy obvykle pozbývají smyslu anebo mohou připustit volnější podmínky, pokud mezi dotčenými státy je uvolněn pohraniční styk. Peáž se provádí zejména v případech, kdy je doprava přes území jiného státu kratší nebo jinak výhodnější, popřípadě je-li jiné spojení z nějakých důvodů přerušeno. 
Smlouva mezi Českou republikou a Slovenskou republikou o železniční privilegované peážní dopravě v mimořádných situacích (v České republice vyhlášená sdělením č. 81/2003 Sb. m. s.) definuje v čl. 1 písm. b) pojem „železniční privilegovaná peážní doprava“ jako způsob vnitrostátní osobní a nákladní železniční dopravy uskutečněný privilegovanými vlaky mezi dvěma místy na území jedné smluvní strany, přičemž část dopravní cesty vede přes území druhé smluvní strany.

## Peážování trati jiného podniku
V období před státní monopolizací železniční dopravy se v Evropě termín peážování používal i například pro využívání nestátní tratě (zpravidla nižšího řádu, tedy lokální) státní železniční společností (soukromé i státní železniční společnosti jinak tehdy bývaly unitární, tj. správa a provozování dráhy nebyly odděleny od činnosti dopravce). Například dráha Rakovník–Louny (dnes část tratě Most–Rakovník) měla peážování státními drahami uvedeno již v koncesní listině z roku 1901 a roku 1905 byla uzavřena i peážní smlouva, na základě které státní železniční správa vyplácela železničnímu podniku „dráha Rakovník–Louny“ ročně fixní částku.